# کرگآب
کرگآب، روستایی از توابع بخش الوار گرمسیری شهرستان اندیمشک در استان خوزستان ایران است.
این روستا حدود ۱۵تا۲۰تفر جمعیت دارد.
زبان اصلی این مردم لری اصیل است.
مردم آن روستا بسیار مهمان نواز هستند.
این روستا از قطب های طبیعی مثل ابشارها و رود ها برخوردار است.

## جمعیت
این روستا در دهستان مازو قرار دارد و براساس سرشماری مرکز آمار ایران در سال ۱۳۹۵، جمعیت آن ۲۰ نفر (۵ خانوار) بوده‌است.